# 앨런 구릉 84001

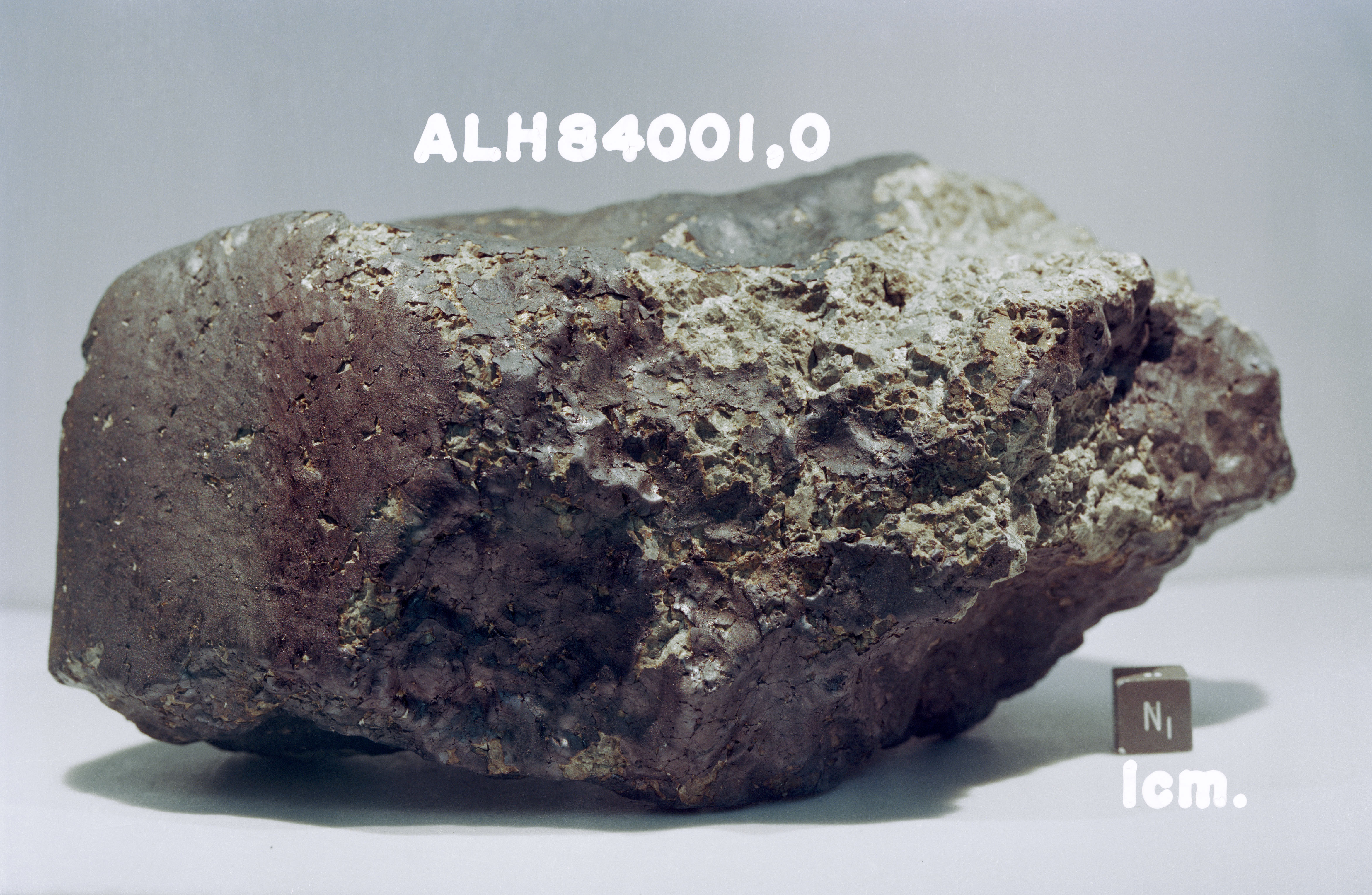
ALH84001

앨런 구릉 84001(Allan Hills 84001, ALH84001)은 1984년 남극 앨런 구릉에서 발견된 운석이다. 화성에서 떨어져 나온 운석으로, 1996년 내부에 있는 탄산염 알갱이가 화성 박테리아 화석을 포함하고 있다는 주장이 제기되면서 이목을 끌고 있다.
이 암석은 40억 년 전에 화성에서 만들어졌으며, 1500 만 년 전에 운석 충돌로 인해 우주 공간으로 떨어져 나왔다. 이후 태양계 안을 떠돌다가 약 만 3천 년 전에 지구에 충돌한 것으로 보인다. 1984년 12월 27일 ANSMET 계획으로 미국 운석 탐사 조직이 발견하였으며, 당시 질량은 1.93 kg였다.
1996년 8월 6일 과학 저널 사이언스에 이 운석이 화성 생명체의 흔적을 담고 있다는 논문이 실리면서 유명해졌다. 미국 대통령 빌 클린턴은 공식 석상에서 이 운석을 언급하기도 했다. 생물학적 흔적의 증거는 다음과 같다.
- 이 운석은 방향족 탄소를 함유하고 있다.
- 탄소 내에서 그레자이트(Fe3S4)가 발견되었는데, 이는 주자성 세균에 의해 만들어지기도 한다.
- 지렁이처럼 생기고 크기가 20~100 nm 정도 되는 "나노화석"이 발견되었다.

관찰된 물체가 생명체의 흔적인지에 대해서는 아직 논란 중에 있으나, 화성 생명체와 무관하게 생성되었다는 것이 중론이다. 반론의 근거는 다음과 같다.
- 방향족 탄소는 생물학적 과정이 아니어도 생성될 수 있고 성간에 풍부하게 존재하는 물질이다.
- 탄소의 결정구조와 그레자이트의 결정구조가 일치하는데, 이것은 탄소가 결정을 이룬 후 그레자이트가 결정을 이루었다는 것을 의미한다. 즉, 그레자이트는 생물에 의해 만들어지지 않았을 것이다.
- 현재의 관점으로, 유기체를 구성할 수 있는 최소 크기는 150 nm 정도로 생각되는데, "나노 화석"은 이보다 크기가 작기 때문에 생물이 아닐 것으로 생각된다.

## 같이 보기
- 판스페르미아설